# Wilma Ljung Klingwall
Wilma Ljung Klingwall, född 21 januari 2001, är en svensk fotbollsspelare. Hon har tidigare spelat för AIK och Sollentuna FK.

## Karriär
Wilma Ljung Klingwall började spela fotboll som sjuåring i moderklubben Huddinge IF. 2012 bytte Ljung Klingwall klubb till AIK, en klubb hon representerade under resten av sin ungdomstid. 2017, 16 år gammal, skrev hon kontrakt med AIK:s A-lag och har sedan dess spelat 80 tävlingsmatcher för klubben. Sedd som en av sin årskulls största talanger spådde många tidigt en ljus framtid för Ljung Klingwall. Men under AIK:s succésäsong 2020 sjukskrevs Wilma Ljung Klingwall på grund av psykisk ohälsa. Hon hade fått stora problem med såväl sömn som mat, något som hon efter säsongen berättat öppenhjärtigt om i flera medier, bland annat morgonsoffan i TV4.
Under säsongen 2021 var Ljung Klingwall tillbaka på träningsplanen och har sedan dess sakta stegrat sin träning. Inför säsongen 2022 meddelade AIK och Ljung Klingwall att de var överens om att förlänga avtalet över säsongen 2022 samt att hon under första halvan av säsongen skulle vara utlånad till samarbetsklubben Sollentuna FK.
Wilma Ljung Klingwall har spelat tjugo U19-landskamper och tretton U17-landskamper sedan debuten i F15-landslaget den 9 september 2016.
Inför säsongen 2023 meddelade AIK att man var överens om ett nytt tvåårskontrakt med Ljung Klingwall. Efter säsongen 2024 lämnade hon klubben i samband med att kontraktet gick ut.